# Karl Stankewitz

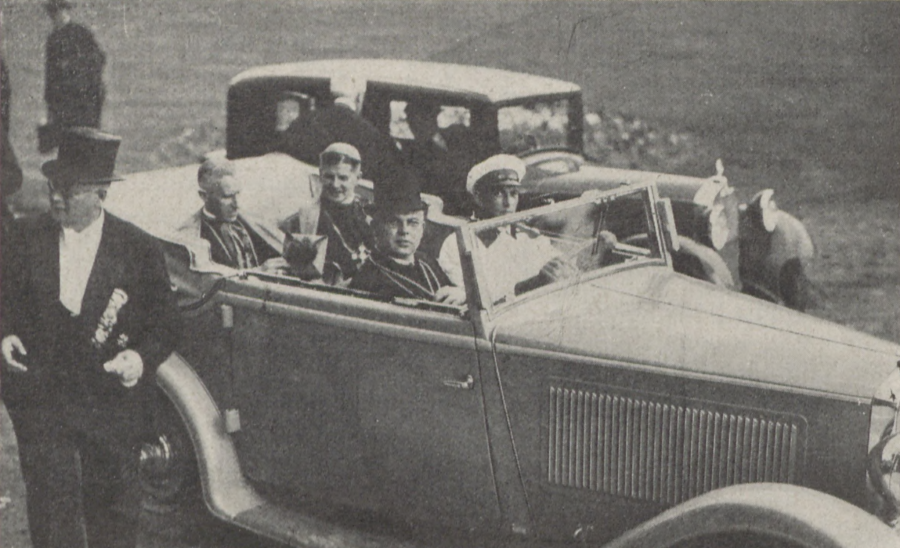
Landrat Stankewitz, der erste von links, Braunsberg 1932

Karl Stankewitz (* 1. Mai 1875 in Memel; † 1. Oktober 1967 in St. Ottilien, Oberbayern) war ein preußischer Verwaltungsjurist, Rechtsanwalt und Landrat im Kreis Braunsberg, Provinz Ostpreußen.

## Leben
Stankewitz begann seinen beruflichen Werdegang im Jahr 1900 als Gerichtsreferendar und wurde 1907 Gerichtsassessor. Ab 1912 wirkte er als Amtsrichter in Darkehmen und ab 1920 in Allenstein. Er wurde zum Amtsgerichtsrat (AGerR) befördert und amtierte als Landrat in Braunsberg (Ostpr.), bis er am 15. Juni 1933 in den einstweiligen Ruhestand versetzt wurde.
Stankewitz war Mitglied im Provinziallandtag der Provinz Ostpreußen als auch Mitglied der Zentrumspartei. Er war Mitglied der katholischen Studentenverbindungen AV Austria Innsbruck (seit 1895), KDStV Moenania München und AV Tuisconia Königsberg im CV.
Von 1935 bis Kriegsende 1945 arbeitete Stankewitz als Rechtsanwalt am OLG Königsberg. Im Jahr 1951 amtierte er als Senatspräsident am Oberversicherungsamt in Augsburg.